# Jean-Marie Le Roux
Jean-Marie Le Roux (* 4. April 1863 in Prat, Département Côtes-d’Armor; † 1949 in Rennes) war ein französischer Mathematiker.
Le Roux war der Sohn von Landwirten, studierte an der Universität Rennes, damals Faculté des Sciences in Rennes, (und möglicherweise in Bordeaux) und war ab 1882 Grundschullehrer in Guingamp, nach der Agrégation (mit sehr guten Noten) 1889 Gymnasialprofessor in Brest und ab 1896 in Montpellier, bevor er 1898 Maitre de Conferences und ab 1902 Professor für Angewandte Mathematik in Rennes wurde, was er bis 1933 blieb. Er promovierte 1894 an der Sorbonne, mit Gaston Darboux, Gabriel Koenigs und Paul Appell in der Prüfungskommission (Titel der Dissertation: Sur les intégrales des équations linéaires aux dérivées partielles du second ordre à deux variables indépendantes).
Le Roux beschäftigte sich mit Analysis (partielle Differentialgleichungen), Integralgleichungen und Differentialgeometrie. Für die französische Ausgabe der Enzyklopädie der mathematischen Wissenschaften bearbeitete er den Artikel Wahrscheinlichkeitstheorie von Emanuel Czuber. 1924 hielt er einen Plenarvortrag auf dem Internationalen Mathematikerkongress (ICM) in Toronto (Considérations sur une équation aux dérivées partielles de la physique mathématique).
Er trat auch als Kritiker der Relativitätstheorie von Albert Einstein hervor und war einer der Autoren der Hundert Autoren gegen Einstein (1931). 1923 äußerte er sich in einem Zeitungsartikel sehr abfällig über die Relativitätstheorie von Albert Einstein, der er jeden wissenschaftlichen Wert absprach.
Le Roux war seit 1897 verheiratet.